# Pietro Alessandro Yon

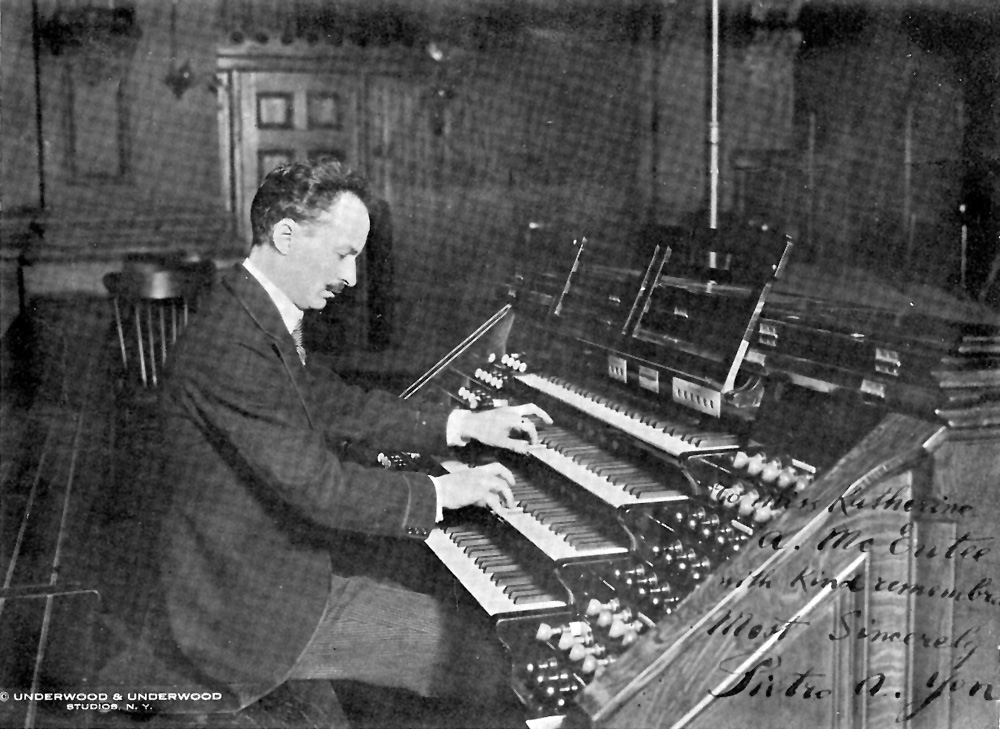
Pietro Yon, 1919

Pietro Alessandro Yon (Settimo Vittone, 8 agosto 1886 – Huntington, 22 novembre 1943) è stato un organista e compositore italiano naturalizzato statunitense.

## Biografia
Nato a Settimo Vittone, un piccolo paesino del Piemonte nella città metropolitana di Torino, Yon studiò ai conservatori di Milano e Torino ed inoltre frequentò l'Accademia nazionale di Santa Cecilia a Roma. Fu per breve periodo organista in Vaticano e nel 1907 si trasferì negli Stati Uniti con il collega Carlo Giorgio Garofalo, dove  successivamente ottenne la cittadinanza statunitense. Dal 1907 al 1926 fu  organista della chiesa di St. Francis Xavier mentre nel 1926 divenne organista della cattedrale di San Patrizio a New York. In seguito girò il paese suonando recital. Yon fu anche compositore, producendo opere come Humoresque "L'organo primitivo"- Toccatina for Flute per organo e il suo pezzo di Natale, Gesù bambino. Scrisse anche opere per organo, pianoforte e orchestra, incluso Concerto Gregoriano per organo ed un concerto per oboe.
Morì a Huntington nel 1943. Tra i suoi discepoli si possono ricordare Cole Porter, Georges-Émile Tanguay e il suo figlioccio Norman Dello Joio.